# One Bourbon, One Scotch, One Beer
Singles de Amos Milburn
Let Me Go Home Whiskey Good Good Whiskey
(1953)
One Bourbon, One Scotch, One Beer, littéralement en français : « Un bourbon, un scotch, une bière », est une chanson blues, titrée initialement One Scotch, One Bourbon, One Beer, écrite par Rudy Toombs (en) et interprétée par Amos Milburn en 1953.
C'est l'une des nombreuses chansons à boire enregistrées par Amos Milburn, au début des années 1950, qui se sont classées dans le top 10 du Billboard R&B. D'autres artistes ont publié des enregistrements populaires de la chanson, notamment John Lee Hooker, en 1966, et George Thorogood, en 1977.

## Version originale
One Scotch, One Bourbon, One Beer est l'une des chansons populaires d'Amos Milburn, sur le thème de l'alcool, qui comprend également les titres Bad, Bad Whiskey (en) (1950), Thinking and Drinking (1952), Let Me Go Home, Whiskey (1953) et Good, Good Whiskey (1954). Cette chanson, écrite par Rudy Toombs, est une chanson mid-tempo, parfois décrite comme un jump blues. Milburn l'enregistre le 30 juin 1953 aux studios Audio-Video Recording à New York.
Les paroles racontent l'histoire d'un homme qui se trouve « dans un bar à l'heure de la fermeture, essayant d'ingurgiter suffisamment d'alcool pour oublier que sa petite amie a déserté, harcelant un barman fatigué et ennuyé qui veut simplement fermer et rentrer chez lui en lui servant juste une tournée de plus ». Le refrain de la chanson comprend les paroles : 
| One scotch, one bourbon, one beer (2x) Please mister bartender, listen here I ain't here for trouble, so have no fear One scotch, one bourbon, one beer | Un scotch, un bourbon, une bière (2x) S'il vous plaît monsieur le barman, écoutez ici Je ne suis pas là pour les ennuis, alors n'ayez pas peur Un scotch, un bourbon, une bière |

Sorti sous forme de single par Aladdin Records, les interprètes sont présentés comme étant Amos Milburn and His Aladdin Chickenshackers après son premier single numéro un Chicken Shack Boogie (en). Il s'agit de l'avant-dernière apparition d'Amos Milburn dans les hit-parades, le single ayant atteint la deuxième place du Billboard R&B pendant quatorze semaines en 1953.
Par la suite, lorsqu'Amos Milburn se produisait dans des clubs, il « ajoutait trois verres à shot alignés au-dessus de son piano [qui] étaient remplis plus souvent qu'ils n'auraient dû l'être par des fans obligeants ou par Milburn lui-même ». Plusieurs contemporains d'Amos Milburn ont commenté sa complaisance. Celui-ci a précisé « J'ai pratiqué ce que j'ai prêché ». La chanson est incluse dans plusieurs anthologies d'Amos Milburn, telles que Down the Road Apiece : The Best of Amos Milburn (1994, EMI America) et Blues, Barrelhouse & Boogie Woogie : The Best of Amos Milburn (1996, Capitol Records).

## Version de John Lee Hooker
En 1966, John Lee Hooker enregistre la chanson sous le titre One Bourbon, One Scotch, One Beer. Elle est souvent considérée comme une adaptation ou une reprise de la chanson de Rudy Toombs/Amos Milburn,,,,,,. Cependant, le biographe Charles Shaar Murray, tout en reconnaissant que la chanson de John Lee Hooker est « dérivée de la [chanson] d'Amos Milburn », estime que John Lee Hooker a fait sienne la chanson, comme il l'avait fait en adaptant plusieurs autres airs populaires antérieurs. Charles Shaar Murray appelle ce processus « Hookerisation », dans lequel John Lee Hooker en a fait « un moyen pour lui-même [mais] a édité le couplet jusqu'à l'essentiel, a comblé les lacunes par une narration et un dialogue, et a placé le tout sur un rock à la croisée du South Side shuffle et de la signature boogie ». Le premier couplet de John Lee Hooker est plus insistant que celui de Rudy Toombs :
| One bourbon, one scotch, and one beer (2x) Hey mister bartender, come here I want another drink and I want it now | Un bourbon, un scotch et une bière (2x) Hey monsieur le barman, venez ici Je veux un autre verre et je le veux maintenant |

Il y ajoute ensuite un récit :
| And then I sit there, drinkin', gettin' high, mellow, knocked out, feelin' good About that time I looked on the wall, at the old clock on the wall About that time it was ten-thirty then, I looked down the bar at the bartender He said "What do you want, Johnny?", One bourbon, one scotch, and one beer | Et puis je suis assis là, à boire, à me défoncer, à me détendre, à m'assommer, à me sentir bien À ce moment-là, j'ai regardé le mur, la vieille horloge sur le mur Il était alors dix heures et demie, J'ai jeté un coup d'œil au bar vers le barman Il m'a dit : Qu'est-ce que tu veux, Johnny ?, Un bourbon, un scotch et une bière. |

La version de Hooker suit une progression d'accords de blues et est exécutée dans un tempo moyen, en clé de Mi, avec un nombre irrégulier de mesures en 
. Elle est enregistrée à Chicago en 1966 avec John Lee Hooker au chant et à la guitare, le guitariste Eddie « Guitar » Burns et des accompagnateurs inconnus. La chanson est publiée sur l'album The Real Folk Blues (en) (1966) de Chess Records. Une version live avec le groupe de Muddy Waters enregistrée au Cafe Au Go Go (en) le 30 août 1966 est décrite comme « sombre, lente, marécageuse et profonde, et le degré de relation émotionnelle entre Hooker et le groupe (en particulier Otis Spann) [n'est] rien moins qu'extraordinaire ».

## Version de George Thorogood
George Thorogood enregistre One Bourbon, One Scotch, One Beer pour son premier album de 1977, George Thorogood and the Destroyers (en). Sa version est un medley de la chanson et d'une autre chanson de John Lee Hooker, House Rent Boogie, qui sert de toile de fond pour expliquer la situation du chanteur. Selon John Lee Hooker, « Il [Thorogood] m'a dit qu'il allait le faire [et] j'ai dit, 'Ok, vas-y' ». Des enregistrements en direct du medley sont inclus dans les albums Live (1986) et 30th Anniversary Tour: Live (en) (2004).